# Program Gemini
Program Gemini (sonda Gemini) byl druhý americký pilotovaný kosmický projekt organizace NASA. Probíhal v letech 1962 až 1966, byl tedy zasazen mezi programy Mercury a Apollo. Protože kosmická loď byla určena pro lety dvou astronautů, byl název programu i lodi odvozen z třetího znamení zvěrokruhu – Blíženci (lat. Gemini).
Jednalo se o prozatím jediný americký pilotovaný program který splnil veškeré cíle, které měl vytyčeny a to v rekordně krátké době při velice příznivých nákladech. Celkové náklady programu Gemini dosahovaly hodnoty $5,4 mld. Za ně bylo dosaženo hned několika významných prvenství – první americký výstup do vesmíru, první setkání a spojení dvou těles na oběžné dráze, dlouhodobý let dvoučlenné posádky, manévrování na oběžné dráze atd.

## Cíle programu
- Ověřit zda je možné úspěšně dokončit dlouhodobý, až čtrnáctidenní let lodi a posádky.
- Provést setkání dvou kosmických těles na oběžné dráze s jejich následným spojením. Vyzkoušet manévrování spojených těles s využitím pohonného systému cílového tělesa.
- Zlepšit metody vstupu do zemské atmosféry a přistání tak, aby bylo dosaženo přistání v předem vybrané oblasti na mořské hladině.

## Kosmická loď
Kosmická loď Gemini měla podobně jako loď Mercury tvar komolého kužele, byla však celkově větší, neboť musela poskytnout dostatek prostoru pro usazení dvou astronautů a umístění dodatečného vybavení pro uskutečnění dlouhodobého orbitálního letu.
Loď o celkové délce 5,67 m byla rozdělena na 2 základní části, na návratovou kabinu o délce 3,35 m a maximálním průměru 2,32 m a adaptér o maximálním průměru 3,05 m a délce 2,32 m. Návratová kabina byla vyrobena stejnou technologií a ze stejných materiálů jako kabina lodi Mercury. Měla dvojité stěny mezi nimiž byla umístěna většina přístrojového vybavení jako jsou navigační a komunikační zařízení, počítač, zařízení pro zajištění životních podmínek apod. Díky tomu mohl být vlastní interiér kabiny velice přehledně zařízen. Přesto však v kabině bylo jen 1,6 m3 volného prostoru, tedy prostoru srovnatelného s přední částí osobního automobilu.
Adaptér se dělil na dva hlavní bloky. Jednak blok se 4 návratovými raketami na tuhé palivo (délka 92 cm), zabezpečujícími snížení oběžné rychlosti pro zahájení návratu na Zemi a dále na blok nesoucí zásoby pohonných látek a raketové trysky pro orbitální manévry (délka 140 cm). V adaptéru byl rovněž umístěn hlavní energetický zdroj lodi. Pro krátkodobé lety se jednalo o stříbrozinkové články. Pro dlouhodobé lety pak o dvojici kyslíko-vodíkových palivových článků. Průměrná elektrická spotřeba činila 2,16 kW při celkové kapacitě energetického systému 151 kWh.
Na špici návratové kabiny byl dále umístěn radiolokátor a aktivní spojovací uzel, využívaný pro připojování lodi k pasivnímu spojovacímu tělesu Agena.
Při startu, přistání a většině orbitálních činností měli astronauté oblečeny skafandry. V těch byla, podobně jako v návratové kabině, čistě kyslíková atmosféra o tlaku 0,35 atmosféry a teplotě 18 °C. Ve skafandrech bylo možné vystoupit z kabiny přímo do kosmického prostoru. K tomuto účelu byla kabina vybavena dvojicí širokých vstupních dveří. Ty byly hlavním a jediným vstupem do kabiny a v případě havárie nosné rakety by sloužily jako otvor pro katapultáž astronautů s využitím katapultovacích křesel. U lodi Gemini totiž nebylo využito záchranného raketového systému, jaký byl u lodí Mercury a Apollo.
Na Zemi se vracela pouze kabina s kosmonauty. Ta byla na svém tupém dně chráněna tepelným štítem z fenolové pryskyřice a během sestupu atmosférou využívala aerodynamického vztlaku. Bylo tak možné v určitých mezích ovlivňovat místo přistání. Počítalo se pouze s měkkým přistáním na vodu. To zabezpečoval přistávací padákový systém složený ze stabilizačního padáku o průměru 5,5 m a z hlavního padáku o průměru 25,6 m. Maximální rychlost přistání mohla být až 9 m/s.

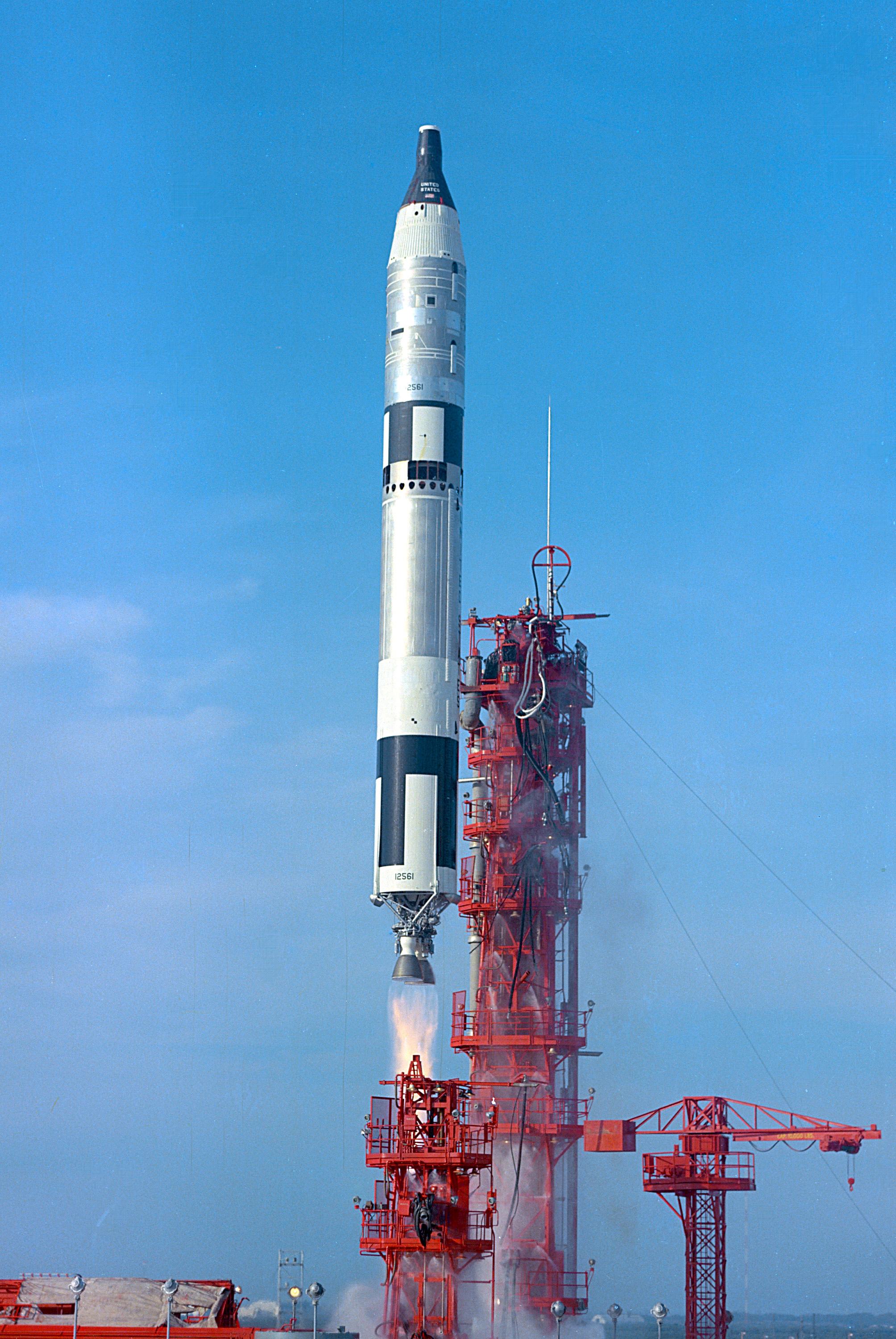
Start Gemini 6A z rampy 19 s astronauty Walterem Schirrou a Thomasem Staffordem

## Mise programu Gemini
V rámci programu Gemini bylo vykonáno celkem 12 misí. První dvě byly nepilotovanými lety sloužícími k ověření technologií a vlastností lodi, následujících 10 pilotovaných bylo zaměřeno na plnění základních bodů programu. Všechny lodě vynesla nosná raketa Titan 2 GLV z Mysu Canaveral na Floridě.

### Nepilotované lety
| Označení mise | Sériové označení | Datum mise          | Čas startu | Doba letu | Poznámky                                     |
| ------------- | ---------------- | ------------------- | ---------- | --------- | -------------------------------------------- |
| Gemini 1      | GLV-1 12556      | 8. – 12. dubna 1964 | 16:01 UTC  | 3d 23h    | První testovací let lodi Gemini              |
| Gemini 2      | GLV-2 12557      | 19. ledna 1965      | 14:03 UTC  | 18m 16s   | Suborbitální let pro ověření tepelného štítu |

### Pilotované lety
| Označení mise | Sériové označení | Kapitán   | Pilot    | Datum mise             | Čas startu | Doba letu       |
| --- | ---------------- | --------- | -------- | ---------------------- | ---------- | --------------- |
| Gemini 3 | GLV-3 12558      | Grissom   | Young    | 23. března 1965        | 14:24 UTC  | 4h 52m 31s      |
| První pilotovaný let, 3 oběhy. |                  |           |          |                        |            |                 |
| Gemini 4 | GLV-4 12559      | McDivitt  | White    | 3.–7. června 1965      | 15:15 UTC  | 4d 1h 56m 12s   |
| První americký výstup do kosmického prostoru (White) v celkové době trvání 22 minut. |                  |           |          |                        |            |                 |
| Gemini 5 | GLV-5 12560      | Cooper    | Conrad   | 21.–29. srpna 1965     | 13:59 UTC  | 7d 22h 55m 14s  |
| První dlouhodobý kosmický let (týden, 120 oběhů). První mise využívající palivové články pro dodávku elektrické energie. Ověření navigačního systému pro budoucí spojení na oběžné dráze. |                  |           |          |                        |            |                 |
| Gemini 7 | GLV-7 12562      | Borman    | Lovell   | 4.–18. prosince 1965   | 19:30 UTC  | 13d 18h 35m 01s |
| Dlouhodobý let (14 dní) pro ověření schopností lidského organismu přežití ve stavu beztíže. Protože došlo k závadě na bezpilotním raketovém stupni Agena, posloužila loď jako pasivní cíl pro spojení s kosmickou lodí Gemini 6A. |                  |           |          |                        |            |                 |
| Gemini 6A | GLV-6 12561      | Schirra   | Stafford | 15.–16. prosince 1965  | 13:37 UTC  | 1d 1h 51m 24s   |
| První setkání dvou kosmických těles na oběžné dráze s lodí Gemini 7. S tou byl po dobu 5 hodin ve společném letu ve formaci. Vzdálenost 0,3–90 m. |                  |           |          |                        |            |                 |
| Gemini 8 | GLV-8 12563      | Armstrong | Scott    | 16. března 1966        | 16:41 UTC  | 10h 41m 26s     |
| První spojení dvou kosmických těles na oběžné dráze s bezpilotním raketovým stupněm Agena. V důsledku závady na orbitálním orientačním systému lodi Gemini (zaseknutý ventil trysky č.8) došlo k nekontrolovatelnému roztočení obou těles. Po odpojení lodi od stupně Agena došlo k nouzovému přistání, prvnímu v americké historii kosmických letů. |                  |           |          |                        |            |                 |
| Gemini 9 | GLV-9 12564      | Stafford  | Cernan   | 3.–6. června 1966      | 13:39 UTC  | 3d 0h 21m 50s   |
| Pro poruchu na pasivním cílovém tělesu Agena byly provedeny celkem 3 různé přibližovací manévry bez konečného spojení. V průběhu letu byl proveden dvouhodinový výstup do kosmického prostoru. |                  |           |          |                        |            |                 |
| Gemini 10 | GLV-10 12565     | Young     | Collins  | 18.–21. července 1966  | 22:20 UTC  | 2d 22h 46m 39s  |
| Po spojení lodi Gemini s cílovým tělesem Agena byl využit motor Ageny pro zvýšení oběžné dráhy komplexu. V průběhu letu byl na dobu 49 minut otevřen průlez kosmické lodi, čehož Collins využil k vykonání 39minutového experimentu na povrchu tělesa Agena, tedy ve volném kosmickém prostoru.                                                      |                  |           |          |                        |            |                 |
| Gemini 11 | GLV-11 12566     | Conrad    | Gordon   | 12.–15. září 1966      | 14:42 UTC  | 2d 23h 17m 08s  |
| Po spojení s cílovým tělesem Agena byl využit motor Ageny pro zvýšení oběžné dráhy komplexu na rekordní výšku 1189 km. V rámci 2hodinového otevření průlezu kosmické lodi provedl Gordon 33-minutový výstup do volného kosmického prostoru. |                  |           |          |                        |            |                 |
| Gemini 12 | GLV-12 12567     | Lovell    | Aldrin   | 11.–15. listopadu 1966 | 20:46 UTC  | 3d 22h 34m 31s  |
| Závěrečný let programu. Po spojení s cílovým tělesem Agena vykonal Aldrin rekordní výstup do kosmického prostoru v trvání 5 hodin. |                  |           |          |                        |            |                 |